# Liste der denkmalgeschützten Objekte in Bezdružice
Grundlage dieser Liste der denkmalgeschützten Objekte in Bezdružice ist die ÚSKP-Liste (Ústřední seznam kulturních památek České republiky, deutsch Zentrale Liste der Kulturdenkmäler der Tschechischen Republik), die von der tschechischen Denkmalschutzbehörde NPÚ (Národní památkový ústav, deutsch Nationale Denkmalbehörde) seit 1987 geführt wird und an die seit dem Jahr 1850 geschaffenen Listen anschließt.

## Denkmalgeschützte Objekte nach Ortsteilen

### Bezdružice
| Lage                                                        | Objekt                    | Beschreibung              | ÚSKP-Nr.                  | Bild                      |
| ----------------------------------------------------------- | ------------------------- | ------------------------- | ------------------------- | ------------------------- |
| südwestlich des Ortes, etwa 200 m vom Ortsrand Bezdružic () | Kapelle                   | Kapelle                   | 101435 Info Katalog       |                           |
| Plzeňská (Standort)                                         | Synagoge                  | Synagoge                  | 103415 Info Katalog       | Synagoge                  |
| Bezdružice 1 (Standort)                                     | Schloss Bezdružice        | Schloss                   | 18091/4-1692 Info Katalog | weitere Bilder            |
| Hauptplatz Kryštofa Haranta (Standort)                      | Kirche Mariä Himmelfahrt  | Kirche Mariä Himmelfahrt  | 23209/4-1693 Info Katalog | weitere Bilder            |
| Hauptplatz Kryštofa Haranta (Standort)                      | Figurengruppe hl. Florian | Figurengruppe hl. Florian | 25797/4-1695 Info Katalog | Figurengruppe hl. Florian |
| Úterská ()                                                  | Kornspeicher              | Kornspeicher              | 30127/4-1694 Info Katalog | Kornspeicher              |
| Hauptplatz Kryštofa Haranta 39 (Standort)                   | Haus Nr. 39               | Wohnhaus                  | 45110/4-1696 Info Katalog | Haus Nr. 39               |
| Hauptplatz Kryštofa Haranta 40 (Standort)                   | Haus Nr. 40               | Wohnhaus                  | 37563/4-1697 Info Katalog | Haus Nr. 40               |

### Křivce
| Lage                      | Objekt            | Beschreibung      | ÚSKP-Nr.                  | Bild |
| ------------------------- | ----------------- | ----------------- | ------------------------- | ---- |
| östlich des Ortsrandes () | Kirche hl. Martin | Kirche hl. Martin | 27965/4-1893 Info Katalog |      |

### Pačín
| Lage                  | Objekt     | Beschreibung | ÚSKP-Nr.                  | Bild |
| --------------------- | ---------- | ------------ | ------------------------- | ---- |
| Pačín 1, Dorfplatz () | Haus Nr. 1 | Landhaus     | 30484/4-1983 Info Katalog |      |

### Řešín
| Lage                          | Objekt               | Beschreibung | ÚSKP-Nr.                  | Bild                 |
| ----------------------------- | -------------------- | ------------ | ------------------------- | -------------------- |
| (Standort)                    | Kreuz                | Kreuz        | 33284/4-1892 Info Katalog | Kreuz                |
| Řešín 3, Dorfplatz (Standort) | Bauernhof Haus Nr. 3 | Bauernhof    | 42152/4-1891 Info Katalog | Bauernhof Haus Nr. 3 |

### Zhořec
| Lage                      | Objekt     | Beschreibung | ÚSKP-Nr.                  | Bild |
| ------------------------- | ---------- | ------------ | ------------------------- | ---- |
| beim Ortseingang Kamýk () | Sühnekreuz | Sühnekreuz   | 50158/4-5180 Info Katalog |      |